# ناو کلاس کلولند
کروزر کلاس کلولند (به انگلیسی: Cleveland-class cruiser) یک کلاس از کشتی است که ارتفاع آن 113 ft (34.5 m) می‌باشد.